# Iro (mitología)

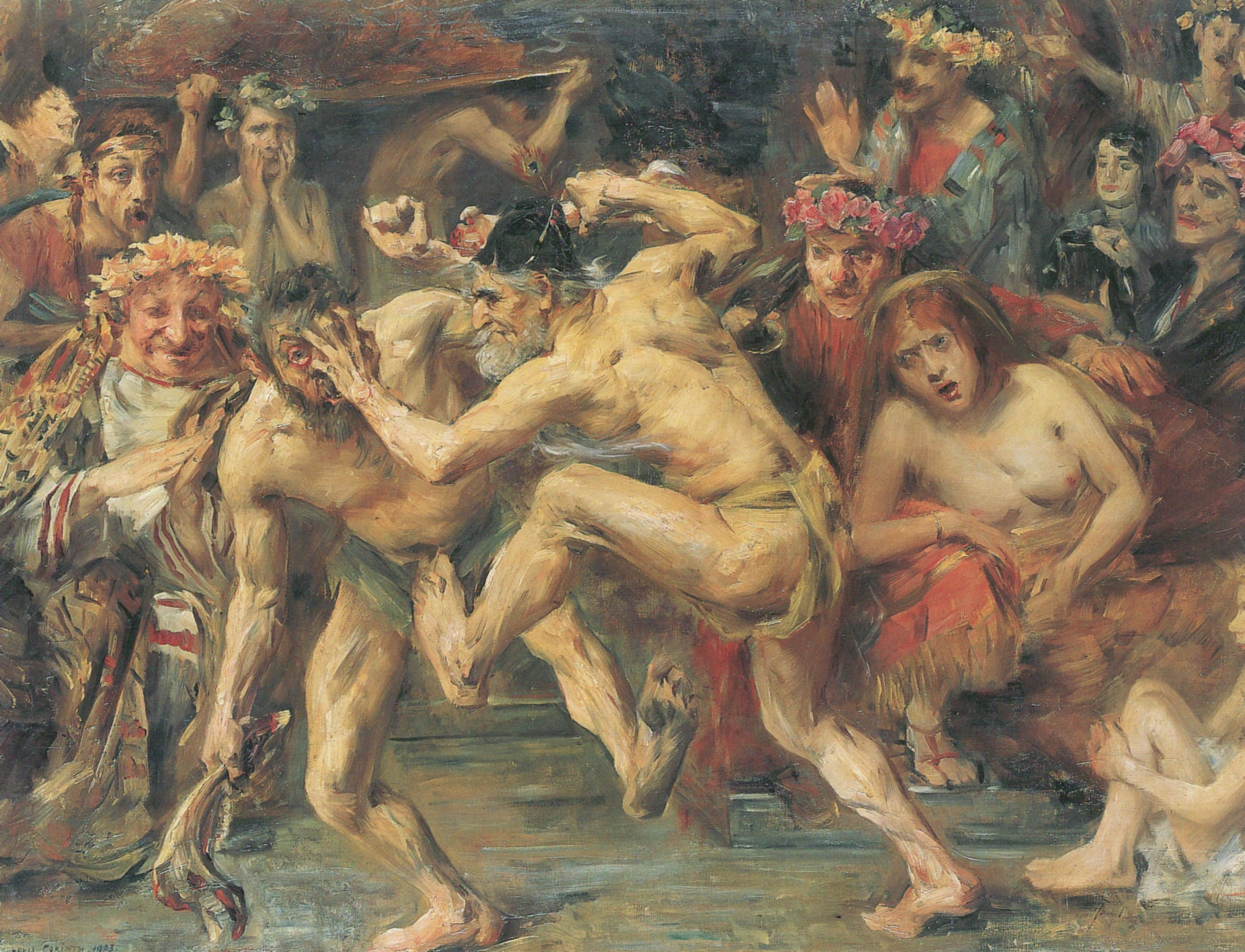
Óleo en lienzo de Lovis Corinth: Odiseo en lucha con el mendigo (Odysseus im Kampf mit dem Bettler, 1903). Galería Nacional de Praga.

Iro o Arneo (en latín Irus o Hyrus o Arnæus, en griego Ίρος o Αρναίος) es un personaje mitológico y literario que aparece en el Canto XVIII de la Odisea de Homero. 
Arneo es un mendigo de Ítaca a quien el poeta compara con un gigante, no por su tamaño sino por su aspecto brutal y su mucho apetito. Suele prestarse a transmitir los mensajes de los pretendientes de Penélope, por lo que en el palacio de Odiseo se le considera un parásito. Le han puesto el sobrenombre de Iro porque, como la diosa Iris, hace todos los recados que se le encargan. 
Cuando Odiseo regresa a la isla con el aspecto de mendigo que le ha dado Atenea, Iro, celoso de su puesto, insulta al recién llegado, y luego, instado por Antínoo, se enfrenta con él. Odiseo vence a Iro con facilidad y lo lleva hasta la puerta del palacio.

## Paremiología
Desde la antigüedad clásica, el nombre de Iro se convirtió en antonomasia de la pobreza en expresiones proverbiales como «más pobre que Iro» (Iro pauperior). Con frecuencia su figura se opone a la de Creso, antonomasia de la riqueza, como en el tópico verso de Ovidio: «Irus et est subito qui modo Crœsus erat» (presto se torna Iro el que era Creso). Estas paremias aluden a Iro como significante abstracto y neutro de la condición de pobre, sin connotar otros rasgos del personaje (físicos, morales o biográficos).  